# Municipio de Dalen
El municipio de Dalen (en inglés: Dalen Township) es un municipio ubicado en el condado de Bottineau en el estado estadounidense de Dakota del Norte. En el año 2010 tenía una población de 114 habitantes y una densidad poblacional de 1 personas por km².

## Geografía
El municipio de Dalen se encuentra ubicado en las coordenadas 48°56′25″N 100°30′24″O / 48.94028, -100.50667. Según la Oficina del Censo de los Estados Unidos, el municipio tiene una superficie total de 113.53 km², de la cual 110,92 km² corresponden a tierra firme y (2,31 %) 2,62 km² es agua.

## Demografía
Según el censo de 2010, había 114 personas residiendo en el municipio de Dalen. La densidad de población era de 1 hab./km². De los 114 habitantes, el municipio de Dalen estaba compuesto por el 100 % blancos. Del total de la población el 3,51 % eran hispanos o latinos de cualquier raza.